# Copa Libertadores 2009

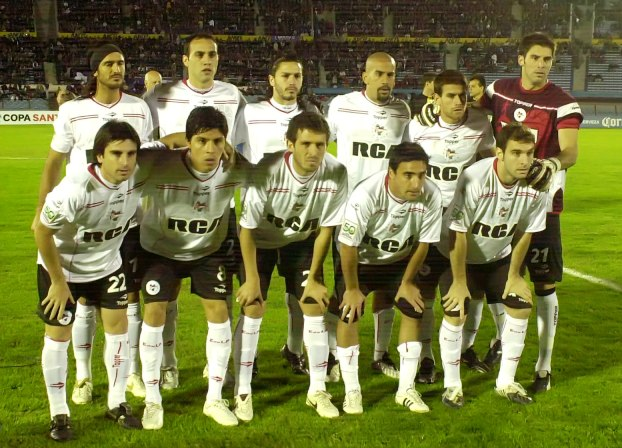
Equip d'Estudiants de La Plata que es va consagrar campió de la Copa Libertadores 2009

La Copa Libertadores 2009 va ser la cinquantena edició del torneig. Hi participaren trenta-vuit equips d'onze països: Argentina, Bolívia, Brasil, Xile, Colòmbia, Equador, Mèxic, Paraguai, Perú, Uruguai i Veneçuela. El guanyador representarà l'Amèrica del Sud al Mundial de Clubs 2009 (mentre no sigui un club convidat) i obtindrà un lloc a la Recopa contra el campió de la Copa Sudamericana 2009. Aquest va ser el primer any en què la competició passà a anomenar-se Copa Santander Libertadores, després de la negociació entre un nou patrocinador i la CONMEBOL.

## Equips participants
| Argentina 5 equips               |  | Lanús River Plate Boca Juniors San Lorenzo Estudiantes           |  | Campió del Torneig Apertura 2007 Campió del Torneig Clausura 2008 Campió del Torneig Apertura 2008 2n major puntuació acumulat de la temporada 2007/2008 3r major puntuatge acumulat de la temporada 2007/2008 |
| Bolívia 3 equips                 |  | Universitario de Sucre Aurora Real Potosí                        |  | Campió del Torneo de Apertura 2008 Campió del Torneo de Clausura 2008 Guanyador de l'eliminatòria entre els subcampions de la temporada.                                                                       |
| Brasil 5 equips                  |  | São Paulo FC Grêmio Porto Alegre Cruzeiro SE Palmeiras SC Recife |  | Campió del Campionat Brasiler de 2008 2n lloc del Campionat Brasiler de 2008 3r lloc del Campionat Brasiler de 2008 4t lloc del Campionat Brasiler de 2008 Campió de la Copa de Brasil 2008                    |
| Xile 3 equips                    |  | Everton Club Social y Deportivo Colo-Colo Universidad de Chile   |  | Campió del Torneo de Apertura 2008 Campió del Torneo de Clausura 2008 Primer classificat a la primera volta del Torneo de Clausura 2008                                                                        |
| Colòmbia 3 equips                |  | Boyacá Chicó América de Cali Independiente Medellín              |  | Campió del Torneig Apertura 2008 Campió del Torneig Finalización 2008 Major puntuatge acumulat de la temporada 2008                                                                                            |
| Equador 3 equips + vigent campió |  | Liga de Quito Deportivo Quito Deportivo Cuenca CD El Nacional    |  | Campió Copa Libertadores 2008 Campió del Campeonato Ecuatoriano de Fútbol 2008 3r lloc en el Campeonato Ecuatoriano de Fútbol 2008 4t lloc en el Campeonato Ecuatoriano de Fútbol 2008                         |
| Mèxic 3 convidats (CONCACAF)     |  | San Luis FC CD Guadalajara CF Pachuca                            |  | Campió de la fase regular de l'Torneig Apertura 2008 Guanyador del Torneig InterLiga 2009. 2n lloc del Torneig InterLiga 2009.                                                                                 |
| Paraguai 3 equips                |  | Libertad Club Guaraní Club Nacional                              |  | Campió del Torneig Apertura 2008 i del Torneig Clausura 2008 2n major puntuage acumulat de la temporada 2008 3r major puntuatge acumulat de la temporada 2008                                                  |
| Perú 3 equips                    |  | Universitario Universidad San Martín Sporting Cristal            |  | Campió del Torneig Apertura 2008 Campió del Torneig Clausura 2008 Major puntuatge acumulat de la temnporada 2008                                                                                               |
| Uruguai 3 equips                 |  | Defensor SC Nacional Peñarol                                     |  | Campió de la Temporada 2007/2008 Guanyador de la Liguilla Pre-Libertadores 2008 2n lloc de la Liguilla Pre-Libertadores 2008                                                                                   |
| Veneçuela 3 equips               |  | Deportivo Táchira Caracas FC Deportivo Anzoátegui                |  | Campió de la temporada 2007/2008 Subcampió de la temporada 2007/2008 3r lloc de la temporada 2007/2008 |

## Primera fase
| Data        | Equip local            | Resultat | Equip visitant         |
| ----------- | ---------------------- | -------- | ---------------------- |
| 28 de gener | Independiente Medellín | 4 - 0    | Peñarol                |
| 3 de febrer | Peñarol                | 0 - 0    | Independiente Medellín |

| Data        | Equip local      | Resultat | Equip visitant   |
| ----------- | ---------------- | -------- | ---------------- |
| 29 de gener | Sporting Cristal | 2 - 1    | Estudiantes      |
| 4 de febrer | Estudiantes      | 1 - 0    | Sporting Cristal |

| Data        | Equip local    | Resultat | Equip visitant |
| ----------- | -------------- | -------- | -------------- |
| 27 de gener | CD El Nacional | 0 - 5    | Club Nacional  |
| 5 de febrer | Club Nacional  | 3 - 3    | CD El Nacional |

| Data        | Equip local          | Resultat | Equip visitant       |
| ----------- | -------------------- | -------- | -------------------- |
| 29 de gener | Deportivo Anzoátegui | 2 - 0    | Deportivo Cuenca     |
| 3 de febrer | Deportivo Cuenca     | 3 - 0    | Deportivo Anzoátegui |

| Data        | Equip local  | Resultat | Equip visitant |
| ----------- | ------------ | -------- | -------------- |
| 29 de gener | SE Palmeiras | 5 - 1    | Real Potosí    |
| 4 de febrer | Real Potosí  | 0 - 2    | SE Palmeiras   |

| Data        | Equip local          | Resultat | Equip visitant       |
| ----------- | -------------------- | -------- | -------------------- |
| 28 de gener | Universidad de Chile | 1 - 0    | CF Pachuca           |
| 4 de febrer | CF Pachuca           | 2 - 1    | Universidad de Chile |

## Segona fase

### Grup 1
| Equip                             | Pts | PJ | PG | PE | PP | GF | GC | DG |
| --------------------------------- | --- | -- | -- | -- | -- | -- | -- | -- |
| SC Recife                         | 13  | 6  | 4  | 1  | 1  | 10 | 7  | +3 |
| SE Palmeiras                      | 10  | 6  | 3  | 1  | 2  | 9  | 7  | +2 |
| Club Social y Deportivo Colo-Colo | 7   | 6  | 2  | 1  | 3  | 9  | 7  | +2 |
| Liga de Quito                     | 4   | 6  | 1  | 1  | 4  | 6  | 13 | -7 |

### Grup 2
| Equip             | Pts | PJ | PG | PE | PP | GF | GC | DG  |
| ----------------- | --- | -- | -- | -- | -- | -- | -- | --- |
| Boca Juniors      | 15  | 6  | 5  | 0  | 1  | 11 | 3  | +8  |
| Deportivo Cuenca  | 10  | 6  | 3  | 1  | 2  | 9  | 4  | +5  |
| Deportivo Táchira | 9   | 6  | 3  | 0  | 3  | 6  | 9  | -3  |
| Club Guaraní      | 1   | 6  | 0  | 1  | 5  | 5  | 15 | -10 |

### Grup 3
| Equip            | Pts | PJ | PG | PE | PP | GF | GC | DG |
| ---------------- | --- | -- | -- | -- | -- | -- | -- | -- |
| Nacional         | 14  | 6  | 4  | 2  | 0  | 12 | 3  | +9 |
| Univ. San Martín | 8   | 6  | 2  | 2  | 2  | 7  | 9  | -2 |
| River Plate      | 7   | 6  | 2  | 1  | 3  | 7  | 9  | -2 |
| Club Nacional    | 4   | 6  | 1  | 1  | 4  | 7  | 12 | -5 |

### Grup 4
| Equip           | Pts | PJ | PG | PE | PP | GF | GC | DG |
| --------------- | --- | -- | -- | -- | -- | -- | -- | -- |
| São Paulo FC    | 13  | 6  | 4  | 1  | 1  | 10 | 6  | +4 |
| Defensor SC     | 8   | 6  | 2  | 2  | 2  | 6  | 6  | +0 |
| Ind. Medellín   | 7   | 6  | 1  | 4  | 1  | 7  | 7  | +0 |
| América de Cali | 3   | 6  | 0  | 3  | 3  | 3  | 7  | -4 |

### Grup 5
| Equip                  | Pts | PJ | PG | PE | PP | GF | GC | DG |
| ---------------------- | --- | -- | -- | -- | -- | -- | -- | -- |
| Cruzeiro               | 13  | 6  | 4  | 1  | 1  | 9  | 5  | +4 |
| Estudiantes            | 10  | 6  | 3  | 1  | 2  | 9  | 4  | +5 |
| Deportivo Quito        | 8   | 6  | 2  | 2  | 2  | 6  | 9  | -3 |
| Universitario de Sucre | 2   | 6  | 0  | 2  | 4  | 2  | 8  | -6 |

### Grup 6
| Equip          | Pts | PJ | PG | PE | PP | GF | GC | DG |
| -------------- | --- | -- | -- | -- | -- | -- | -- | -- |
| Caracas FC     | 10  | 6  | 3  | 1  | 2  | 7  | 4  | +3 |
| CD Guadalajara | 9   | 6  | 2  | 3  | 1  | 9  | 6  | +3 |
| Everton        | 8   | 6  | 2  | 2  | 2  | 7  | 10 | -3 |
| Lanús          | 4   | 6  | 0  | 4  | 2  | 5  | 8  | -3 |

### Grup 7
| Equip                | Pts | PJ | PG | PE | PP | GF | GC | DG  |
| -------------------- | --- | -- | -- | -- | -- | -- | -- | --- |
| Universidad de Chile | 13  | 6  | 4  | 1  | 1  | 10 | 4  | +6  |
| Grêmio Porto Alegre  | 13  | 6  | 4  | 1  | 1  | 9  | 3  | +6  |
| Boyacá Chicó         | 9   | 6  | 3  | 0  | 3  | 8  | 8  | +0  |
| Aurora               | 0   | 6  | 0  | 0  | 6  | 3  | 15 | -12 |

### Grup 8
| Equip         | Pts | PJ | PG | PE | PP | GF | GC | DG |
| ------------- | --- | -- | -- | -- | -- | -- | -- | -- |
| Libertad      | 12  | 6  | 4  | 0  | 2  | 7  | 5  | +2 |
| San Luis FC   | 8   | 6  | 2  | 2  | 2  | 7  | 7  | +0 |
| Universitario | 8   | 6  | 2  | 2  | 2  | 6  | 7  | -1 |
| San Lorenzo   | 5   | 6  | 2  | 0  | 4  | 6  | 7  | -1 |

## Vuitens de final
| 5 de maig de 2009      |           |                     |                                  |
| Universidad San Martín | 1-3 (1-1) | Grêmio Porto Alegre | Estadio Nacional del Perú (Lima) |
|                        |           |                     | Estadio Nacional del Perú (Lima) |

| 12 de maig de 2009  |           |                        |                                            |
| Grêmio Porto Alegre | 2-0 (1-0) | Universidad San Martín | Estádio Olímpico Monumental (Porto Alegre) |
|                     |           |                        | Estádio Olímpico Monumental (Porto Alegre) |

| 5 de maig de 2009 |           |            |                                    |
| Deportivo Cuenca  | 2-1 (0-1) | Caracas FC | Alejandro Serrano Aguilar (Cuenca) |
|                   |           |            | Alejandro Serrano Aguilar (Cuenca) |

| 12 de maig de 2009 |           |                  |                               |
| Caracas FC         | 4-0 (2-0) | Deportivo Cuenca | Olímpico de Caracas (Caracas) |
|                    |           |                  | Olímpico de Caracas (Caracas) |

| 5 de maig de 2009 |       |              |                       |
| CD Guadalajara    | - (-) | São Paulo FC | Jalisco (Guadalajara) |
|                   |       |              | Jalisco (Guadalajara) |

| 12 de maig de 2009 |       |                |                     |
| São Paulo FC       | - (-) | CD Guadalajara | Morumbi (São Paulo) |
|                    |       |                | Morumbi (São Paulo) |

| 5 de maig de 2009    |           |          |                                     |
| Universidad de Chile | 1-2 (0-1) | Cruzeiro | Estadio Nacional (Santiago de Xile) |
|                      |           |          | Estadio Nacional (Santiago de Xile) |

| 12 de maig de 2009 |           |                      |                           |
| Cruzeiro           | 1-0 (0-0) | Universidad de Chile | Mineirão (Belo Horizonte) |
|                    |           |                      | Mineirão (Belo Horizonte) |

| 5 de maig de 2009 |           |              |                            |
| Defensor SC       | 2-2 (1-1) | Boca Juniors | Luis Franzini (Montevideo) |
|                   |           |              | Luis Franzini (Montevideo) |

| 12 de maig de 2009 |           |             |                                   |
| Boca Juniors       | 0-1 (0-1) | Defensor SC | Alberto J. Armando (Buenos Aires) |
|                    |           |             | Alberto J. Armando (Buenos Aires) |

| 5 de maig de 2009 |           |               |                               |
| Estudiantes       | 3-0 (1-0) | Club Libertad | Jorge Luis Hirschi (La Plata) |
|                   |           |               | Jorge Luis Hirschi (La Plata) |

| 12 de maig de 2009 |     |             |                                |
| Club Libertad      | 0-0 | Estudiantes | Doctor Nicolás Leoz (Asunción) |
|                    |     |             | Doctor Nicolás Leoz (Asunción) |

| 5 de maig de 2009 |       |          |                                           |
| San Luis FC       | - (-) | Nacional | Alfonso Lastras Ramírez (San Luis Potosí) |
|                   |       |          | Alfonso Lastras Ramírez (San Luis Potosí) |

| 12 de maig de 2009 |       |             |                                  |
| Nacional           | - (-) | San Luis FC | Gran Parque Central (Montevideo) |
|                    |       |             | Gran Parque Central (Montevideo) |

| 5 de maig de 2009 |           |           |                              |
| SE Palmeiras      | 1-0 (0-0) | SC Recife | Parque Antártica (São Paulo) |
|                   |           |           | Parque Antártica (São Paulo) |

| 12 de maig de 2009 |                        |              |                         |
| SC Recife          | 1-0 (0-0) Penals (1-3) | SE Palmeiras | Ilha do Retiro (Recife) |
|                    |                        |              | Ilha do Retiro (Recife) |

- Els problemes pel brot de grip a Mèxic i les seves conseqüències van fer que els equips mexicans es retiressin de la competició.

## Quarts de final
| 28 de maig de 2009 |           |                     |                               |
| Caracas FC         | 1-1 (1-0) | Grêmio Porto Alegre | Olímpico de Caracas (Caracas) |
|                    |           |                     | Olímpico de Caracas (Caracas) |

| 18 de juny de 2009  |     |            |                                            |
| Grêmio Porto Alegre | 0-0 | Caracas FC | Estádio Olímpico Monumental (Porto Alegre) |
|                     |     |            | Estádio Olímpico Monumental (Porto Alegre) |

| 28 de maig de 2009 |           |              |                           |
| Cruzeiro           | 2-1 (1-0) | São Paulo FC | Mineirão (Belo Horizonte) |
|                    |           |              | Mineirão (Belo Horizonte) |

| 19 de juny de 2009 |           |          |                     |
| São Paulo FC       | 0-2 (0-0) | Cruzeiro | Morumbi (São Paulo) |
|                    |           |          | Morumbi (São Paulo) |

| 29 de maig de 2009 |           |             |                            |
| Defensor SC        | 0-1 (0-1) | Estudiantes | Luis Franzini (Montevideo) |
|                    |           |             | Luis Franzini (Montevideo) |

| 19 de juny de 2009 |           |             |                               |
| Estudiantes        | 1-0 (1-0) | Defensor SC | Jorge Luis Hirschi (La Plata) |
|                    |           |             | Jorge Luis Hirschi (La Plata) |

| 29 de maig de 2009 |           |          |                              |
| SE Palmeiras       | 1-1 (0-0) | Nacional | Parque Antártica (São Paulo) |
|                    |           |          | Parque Antártica (São Paulo) |

| 18 de juny de 2009 |     |              |                                  |
| Nacional           | 0-0 | SE Palmeiras | Gran Parque Central (Montevideo) |
|                    |     |              | Gran Parque Central (Montevideo) |

## Semifinals
| 24 de juny de 2009 |           |                     |                           |
| Cruzeiro           | 3-1 (1-0) | Grêmio Porto Alegre | Mineirão (Belo Horizonte) |
|                    |           |                     | Mineirão (Belo Horizonte) |

| 2 de juliol de 2009 |           |          |                                            |
| Grêmio Porto Alegre | 2-2 (0-2) | Cruzeiro | Estádio Olímpico Monumental (Porto Alegre) |
|                     |           |          | Estádio Olímpico Monumental (Porto Alegre) |

| 25 de juny de 2009 |           |          |                               |
| Estudiantes        | 1-0 (1-0) | Nacional | Jorge Luis Hirschi (La Plata) |
|                    |           |          | Jorge Luis Hirschi (La Plata) |

| 1 de juliol de 2009 |           |             |                                  |
| Nacional            | 1-2 (0-0) | Estudiantes | Gran Parque Central (Montevideo) |
|                     |           |             | Gran Parque Central (Montevideo) |

## Final
| 8 de juliol de 2009 |     |          |                               |
| Estudiantes         | 0-0 | Cruzeiro | Jorge Luis Hirschi (La Plata) |
|                     |     |          | Jorge Luis Hirschi (La Plata) |

| 15 de juliol de 2009 |           |             |                           |
| Cruzeiro             | 1-2 (0-0) | Estudiantes | Mineirão (Belo Horizonte) |
|                      |           |             | Mineirão (Belo Horizonte) |

## Quadre resum
|  | Vuitens de final        | Vuitens de final        |                          |       | Quarts de final | Quarts de final |  |  | Semifinals | Semifinals |  |  | Final | Final |
|  |                         |                         |                          |       |                 |                 |  |  |            |            |  |  |       |       |
|  | 6 - 13 de maig          |                         |                          |       |                 |                 |  |  |            |            |  |  |       |       |
|  |                         |                         |                          |       |                 |                 |  |  |            |            |  |  |       |       |
|  | Grêmio Porto Alegre     | 5                       |                          |       |                 |                 |  |  |            |            |  |  |       |       |
|  | Grêmio Porto Alegre     | 5                       | 28 de maig - 18 de juny  |       |                 |                 |  |  |            |            |  |  |       |       |
|  | Universidad San Martín  | 1                       |                          |       |                 |                 |  |  |            |            |  |  |       |       |
|  | Universidad San Martín  | 1                       | Grêmio Porto Alegre      | 1     |                 |                 |  |  |            |            |  |  |       |       |
|  | 7 - 12 de maig          |                         | Grêmio Porto Alegre      | 1     |                 |                 |  |  |            |            |  |  |       |       |
|  |                         | Caracas FC              | 1                        |       |                 |                 |  |  |            |            |  |  |       |       |
|  | Deportivo Cuenca        | Caracas FC              | 1                        | 2     |                 |                 |  |  |            |            |  |  |       |       |
|  | Deportivo Cuenca        |                         | 24 de juny - 2 de juliol | 2     |                 |                 |  |  |            |            |  |  |       |       |
|  | Caracas FC              | 5                       |                          |       |                 |                 |  |  |            |            |  |  |       |       |
|  | Caracas FC              | 5                       | Grêmio Porto Alegre      | 3     |                 |                 |  |  |            |            |  |  |       |       |
|  | 6 - 13 de maig          |                         | Grêmio Porto Alegre      | 3     |                 |                 |  |  |            |            |  |  |       |       |
|  |                         | Cruzeiro                | 5                        |       |                 |                 |  |  |            |            |  |  |       |       |
|  | São Paulo FC            | Cruzeiro                | 5                        |       |                 |                 |  |  |            |            |  |  |       |       |
|  | 28 de maig - 19 de juny |                         |                          |       |                 |                 |  |  |            |            |  |  |       |       |
|  | CD Guadalajara          | (r)                     |                          |       |                 |                 |  |  |            |            |  |  |       |       |
|  | CD Guadalajara          | (r)                     | São Paulo FC             | 1     |                 |                 |  |  |            |            |  |  |       |       |
|  | 7 - 14 de maig          |                         | São Paulo FC             | 1     |                 |                 |  |  |            |            |  |  |       |       |
|  |                         | Cruzeiro                | 4                        |       |                 |                 |  |  |            |            |  |  |       |       |
|  | Cruzeiro                | Cruzeiro                | 4                        | 3     |                 |                 |  |  |            |            |  |  |       |       |
|  | Cruzeiro                |                         | 8 - 15 de juliol         | 3     |                 |                 |  |  |            |            |  |  |       |       |
|  | Universidad de Chile    | 1                       |                          |       |                 |                 |  |  |            |            |  |  |       |       |
|  | Universidad de Chile    | 1                       | Cruzeiro                 | 1     |                 |                 |  |  |            |            |  |  |       |       |
|  | 14 - 21 de maig         |                         | Cruzeiro                 | 1     |                 |                 |  |  |            |            |  |  |       |       |
|  |                         | Estudiantes             | 2                        |       |                 |                 |  |  |            |            |  |  |       |       |
|  | Boca Juniors            | Estudiantes             | 2                        | 2     |                 |                 |  |  |            |            |  |  |       |       |
|  | Boca Juniors            | 29 de maig - 19 de juny |                          | 2     |                 |                 |  |  |            |            |  |  |       |       |
|  | Defensor SC             | 3                       |                          |       |                 |                 |  |  |            |            |  |  |       |       |
|  | Defensor SC             | 3                       | Defensor SC              | 0     |                 |                 |  |  |            |            |  |  |       |       |
|  | 7 - 14 de maig          |                         | Defensor SC              | 0     |                 |                 |  |  |            |            |  |  |       |       |
|  |                         | Estudiantes             | 2                        |       |                 |                 |  |  |            |            |  |  |       |       |
|  | Club Libertad           | Estudiantes             | 2                        | 0     |                 |                 |  |  |            |            |  |  |       |       |
|  | Club Libertad           |                         | 25 de juny - 1 de juliol | 0     |                 |                 |  |  |            |            |  |  |       |       |
|  | Estudiantes             | 3                       |                          |       |                 |                 |  |  |            |            |  |  |       |       |
|  | Estudiantes             | 3                       | Estudiantes              | 3     |                 |                 |  |  |            |            |  |  |       |       |
|  | 6 - 13 de maig          |                         | Estudiantes              | 3     |                 |                 |  |  |            |            |  |  |       |       |
|  |                         | Nacional                | 1                        |       |                 |                 |  |  |            |            |  |  |       |       |
|  | Nacional                | Nacional                | 1                        |       |                 |                 |  |  |            |            |  |  |       |       |
|  | 29 de maig - 18 de juny |                         |                          |       |                 |                 |  |  |            |            |  |  |       |       |
|  | San Luis FC             | (r)                     |                          |       |                 |                 |  |  |            |            |  |  |       |       |
|  | San Luis FC             | (r)                     | Nacional                 | 1     |                 |                 |  |  |            |            |  |  |       |       |
|  | 5 - 12 de maig          |                         | Nacional                 | 1     |                 |                 |  |  |            |            |  |  |       |       |
|  |                         | SE Palmeiras            | 1                        |       |                 |                 |  |  |            |            |  |  |       |       |
|  | SC Recife               | SE Palmeiras            | 1                        | 1 (1) |                 |                 |  |  |            |            |  |  |       |       |
|  | SC Recife               |                         |                          | 1 (1) |                 |                 |  |  |            |            |  |  |       |       |
|  | SE Palmeiras            | 1 (3)                   |                          |       |                 |                 |  |  |            |            |  |  |       |       |
|  | SE Palmeiras            | 1 (3)                   |                          |       |                 |                 |  |  |            |            |  |  |       |       |